# Осман Пазваноглу
Осман Пазван-оглу (тур. Osman Pazvant-oğlu; 1758 — Видин, 27. јануар 1807) је био турски војни заповедник, управник Видинског пашалука и старешина одметнутих од централне турске власти видинских јаничара, пореклом из Босне. Такође је упамћен као пријатељ Риге од Фере, грчког револуционара и песника, кога је покушао да избави из затвора када су га ухапсиле османлије у Београду.

## Биографија
Пореклом је из Босанског пашалука из којег је његов деда дошао у Софију у којој је био градски стражар. По занимању Османовог деде је породица добила презиме (тур. pasban-oğlu, „син стражара"). Био је плаћеник влашког владара Маврогена којем је у једној прилици отказао послушност а од казне га је спасла подршка Риге од Фере. Пошто је скупио велику армију плаћеника (колоквијално називаних тур. pasvangii), отказао је послушност султану Селиму III и самостално владао, ковао је сопствени новац и успостављао дипломатске односе са другим државама. Територија коју је 1798. године контролисао се простирала од реке Дунав до Старе планине и од Београда до Варне. Покушао је 1793. године да стави и Београд под своју контролу али су га у бици код Колара, на челу са бимбашом Станком Арамбашићем, поразили српски војници, први пут организовани у посебну Српску народну војску у служби Османског царства.
Хусеин Кучук, генерал војске Османског царства, је са око 100.000 војника покушао да освоји Видин и зароби Османа Пазван-оглуа, међутим није успео у томе а за свој неуспех је оптужио принца Консантина Хангерлија, фанариота, који га по његовим речима није адекватно снабдевао током његове експедиције на Видин. Ове оптужбе су допринеле да касније принц Константин Хангерли буде свргнут и погубљен. 
Султан је опростио Пазван-оглуу отказивање послушности и 1799. га именовао за пашу.
Осман Пазван-оглу је са својим одредима предузимао пљачкашке походе по Влашкој и спаљивао опљачкана насеља. Током 1800. године су извршили поход на Крајову и спалили већи део града. Од 7.000 кућа по гашењу пожара преостало је само око 300 читавих. Ово је присилило влашког принца Александера Морузија, фанариота, да поднесе оставку султану Селиму III. Пазван-оглу је у априлу 1801. године наставио своје пљачкашке походе на насеља у Влашкој и похарао градове Рамнику Валча и Говора. Иако је под командом имао само око 1.000 коњаника, много бројније трупе војске Османског царства нису успевале да га спрече у његовим походима.
Крајем јануара 1802. године становнике Букурешта је преплавио талас панике после гласина да је Пазван-оглу послао војску у правцу њиховог града. Принц Михаил Суту је напустио град остављајући га под заштитом гарнизона Албанаца. До половине маја већина становника Букурешта је побегла из града. Бимбаша Сава, командант гарнизона, је са својим трупама пошао у потрагу за Сутуом како би од њега наплатио заостале плате. Ово је оставило Букурешт без икакве заштите на милост и немилост бандама просјака које су опљачкале двор. Вођа банди просјака, Меланос, је са круном на глави марширао улицама Букурешта. Војска Османског царства из оближњег гарнизона је успела да у последњем часу спречи просјаке да спале град.
У Видину данас постоје џамија и библиотека чију је изградњу финансирао Пазван-оглу.